# Montefranco
Montefranco è un comune italiano di 1 260 abitanti della provincia di Terni in Umbria.
Situato lungo la Valnerina, circa 10 chilometri a monte del capoluogo, sorge su di un colle sulla sponda destra del fiume.

## Geografia fisica
- Classificazione climatica: zona D, 2047 GR/G

Montefranco fa parte di:
- Città dell'Olio, su cittadellolio.it.

## Società

### Evoluzione demografica
Abitanti censiti

## Infrastrutture e trasporti
Attraversata dalla strada statale 209 "Valnerina", Montefranco era servita, nel periodo compreso tra il 1909 e il 1960, dalla stazione in località Fontechiaruccia di Montefranco (condivisa con il comune di Arrone) della tranvia Terni-Ferentillo, un'infrastruttura nata per agevolare il trasporto delle merci e delle persone lungo la valle della Nera che risultò determinante ai tempi dell'industrializzazione della stessa.

## Amministrazione
- Fax 0744 387231